# Bergtjärnen (Björna socken, Ångermanland)
Bergtjärnen är en sjö i Örnsköldsviks kommun i Ångermanland och ingår i Gideälvens huvudavrinningsområde.